# Focus (film, 1996)
Pour plus de détails, voir Fiche technique et Distribution.
Focus, stylisé [Focus], est un film japonais réalisé par Satoshi Isaka, sorti en 1996.

## Synopsis
Le réalisateur de télévision Iwai interviewe Kanemura, un jeune homme obsédé par les écoutes téléphoniques. Alors qu'ils traversent la ville dans la voiture de Kanemura, ils interceptent un appel évoquant la remise d'une arme à un gangster.

## Fiche technique
- Titre : Focus
- Réalisation : Satoshi Isaka
- Scénario : Kazuo Shin
- Musique : Hiroshi Mizuide
- Photographie : Tetsuo Sano
- Montage : Satoshi Isaka
- Production : Nobutsugu Tsubomi
- Société de production : Ace Pictures et Seiyu Production
- Pays :  Japon
- Genre : Comédie dramatique et film de gangsters
- Durée : 73 minutes
- Dates de sortie : 
  -  Japon : 12 octobre 1996

## Distribution
- Tadanobu Asano : Kanemura
- Keiko Unno : Yoko
- Akira Hirai : Iwai